# Đào Hữu Cảnh
Đào Hữu Cảnh (?-1965) là một chỉ huy quân sự Việt Nam. Ông từng là Huyện đội trưởng, chỉ huy lực lượng du kích chống chính quyền Việt Nam Cộng hòa tại huyện Châu Phú, tỉnh An Giang

## Thân thế cuộc đời
Ông tên thật là Đào Văn Sạ, còn gọi là Sáu Sạ theo thông tục miền Nam. Ngoài ra ông còn có biệt danh là Sáu Dỏm. Thời Kháng chiến chống Pháp, ông hoạt động cho du kích Việt Minh. Sau Hiệp định Genève, 1954, ông không tập kết mà ở lại quê nhà. Bị chính quyền Ngô Đình Diệm truy lùng, ông đổi tên thành Đào Hữu Cảnh, bí danh là Bảy Cảnh, rút vào bí mật và sống bất hợp pháp để liên lạc với các cơ sở.
Sau Nghị quyết 15 và Phong trào Đồng khởi, các lãnh đạo Cộng sản huyện Châu Phú quyết định thành lập đội vũ trang. Ông được cử làm Đội trưởng. Đội phát triển thành lực lượng du kích địa phương, đến năm 1962 lực lượng đã có 2 tiểu đội, gọi là lực lượng địa phương 802. Dưới sự chỉ huy của ông, lực lượng du kích Châu Phú đã thực hiện nhiều trận tập kích vào các đơn vị vũ trang của chính quyền Việt Nam Cộng hòa tại Châu Phú, được Mặt trận Dân tộc Giải phóng miền Nam Việt Nam ghi nhận thành tích.
Ngày 30 tháng 10 (âm lịch) năm 1965, ông cùng người con trai và một số đồng chí trong đơn vị bị quân đội Việt Nam Cộng hòa phục kích, tử thương tại huyện Châu Phú.
Năm 1984, tên ông được đặt cho một xã mới thành lập của huyện Châu Phú.